# Отто Дінгельдайн
Отто Дінгельдайн (нім. Otto Dingeldein; 6 березня 1915, Райхельсгайм — 11 травня 1981) — німецький військовий інженер, капітан-лейтенант-інженер крігсмаріне (1 липня 1942), адмірал флотилії бундесмаріне (жовтень 1969).

## Біографія
Син архітектора Йоганнеса Дінгельдайна (1877–1951) і його дружини Єви Маргарити, Уродженої Зайц (1885–1953).
В 1935 році вступив на флот. В 1937 році служив на важкому крейсері «Адмірал граф Шпее». В 1941 році — головний інженер на підводному човні U-170, з жовтня 1941 року — на U-171. Пережив загибель човна 9 жовтня 1942 року.
Після заснування бундесверу повернувся на флот і був призначений референтом у Федеральному міністерстві оборони. В 1960 році став командиром навчальної групи охоронних кораблів. В 1963 році повернувся у Федеральне міністерство оборони як начальник відділу P VI 3. В 1966 році став начальником підвідділу I у командному штабі ВМС. З жовтня 1969 року — командир морської дивізії «Остзе» в Кілі. 30 вересня 1972 року вийшов на пенсію.

## Нагороди
- Медаль «За вислугу років у Вермахті» 4-го класу (4 роки)
- Залізний хрест 2-го і 1-го класу
- Нагрудний знак підводника
- Німецький хрест в золоті (10 січня 1944)
- Хрест Воєнних заслуг 2-го класу з мечами
- Фронтова планка підводника в бронзі
- Орден «За заслуги перед Федеративною Республікою Німеччина», офіцерський хрест (1972)